# Faramea tamberlikiana
Faramea tamberlikiana är en måreväxtart som beskrevs av Johannes Müller Argoviensis. Faramea tamberlikiana ingår i släktet Faramea och familjen måreväxter.

## Underarter
Arten delas in i följande underarter:
- F. t. sessifolia
- F. t. tamberlikiana